# ...Best II
…Best II é um álbum dos melhores êxitos da banda The Smiths, lançado em novembro de 1992 pela WEA (Sire Records nos Estados Unidos).

## Faixas
| N.º | Título                                       | Duração |  |
| 1.  | "The Boy with the Thorn in His Side"         | 3:16    |  |
| 2.  | "The Headmaster Ritual"                      | 4:52    |  |
| 3.  | "Heaven Knows I'm Miserable Now"             | 3:34    |  |
| 4.  | " Ask"                                       | 3:15    |  |
| 5.  | "Oscillate Wildly"                           | 3:26    |  |
| 6.  | "Nowhere Fast"                               | 2:35    |  |
| 7.  | "Still Ill"                                  | 3:20    |  |
| 8.  | "Bigmouth Strikes Again"                     | 3:14    |  |
| 9.  | "That Joke Isn't Funny Anymore"              | 4:57    |  |
| 10. | "Shakespeare's Sister"                       | 2:08    |  |
| 11. | "Girl Afraid"                                | 2:46    |  |
| 12. | "Reel Around the Fountain"                   | 5:56    |  |
| 13. | "Last Night I Dreamt That Somebody Loved Me" | 5:02    |  |
| 14. | "There Is a Light That Never Goes Out"       | 4:02    |  |

## Posição nas paradas musicais
| Parada (1992)                       | Melhor posição |
| ----------------------------------- | -------------- |
| Reino Unido (Official Albums Chart) | 5              |

## Certifications and sales
| Região                                                                                                  | Certificação | Vendas   |
| --- | ------------ | -------- |
| Brasil (Pro-Música Brasil)                                                                              | Ouro         | 100,000* |
| Reino Unido (BPI)                                                                                       | Ouro         | 100,000^ |
| Estados Unidos                                                                                          |              | 208,357  |
| *números de vendas baseados somente na certificação ^números de vendas baseados somente na certificação |              |          |